# Clathurella eversoni
Clathurella eversoni is een slakkensoort uit de familie van de Clathurellidae. De wetenschappelijke naam van de soort is voor het eerst geldig gepubliceerd in 1995 door Tippett.